# Benthesicymus bartletti
Benthesicymus bartletti is een tienpotigensoort uit de familie van de Benthesicymidae. De wetenschappelijke naam van de soort is voor het eerst geldig gepubliceerd in 1882 door Sidney Irving Smith. De soort werd in 1880 ontdekt tijdens een expeditie van het Amerikaans stoomschip Blake en is genoemd naar de bevelhebber ervan, commandant J.R. Bartlett van de U.S. Navy. De soort werd gevonden aan de oostkust van de Verenigde Staten ter hoogte van New Jersey (39°N, 70°W).